# Adolf Fock
Adolf Fredrik Constantin Fock, född den 8 augusti 1851 på Fåglarö i Dalarö socken, död den 18 februari 1907 i Stockholm, var en svensk friherre och militär. Han var brorson till Carl och Alfred Fock. 
Fock blev underlöjtnant vid fortifikationen 1872, löjtnant 1878 och kapten 1889. Han var andre och förste lärare vid Krigsskolan på Karlberg 1884–1893. Fock blev adjutant hos kungen. Han var chef för Krigsskolan 1901–1906. Fock befordrades till major i armén 1900 och i fortifikationen 1902, till överstelöjtnant i armén 1903, i fortifikationen 1904 och vid fortifikationen 1906. Han blev riddare av Svärdsorden 1893. Fock vilar på Norra begravningsplatsen utanför Stockholm.